# Кочковський район
Ко́чковський райо́н — муніципальне утворення в Новосибірській області Росії.
Адміністративний центр — село Кочки.

## Географія
Район розташований на півдні Новосибірської області. Межує з Краснозерським, Доволенським,  Каргацьким, Чулимським і Ординським районами Новосибірської області, на півдні з Алтайським краєм. Рельєф місцевості — рівнина.
Територія району за даними на 2008 рік — 251,8 тис. га, в тому числі сільгоспугіддя — 201,9 тис. га (80,2 % всієї площі). Природних водойм в районі немає, за винятком річки Карасук, що протікає з північного сходу на південний захід.

## Історія
Район утворений в 1925 в складі Каменського округу Сибірського краю, з 1930 року в складі Західно-Сибірського краю. В 1937 році район був включений до складу новоутвореного Алтайського краю, а 8 квітня 1939 переданий в Новосибірську область.

## Економіка
Провідною галуззю економіки регіону є сільське господарство, яке представлене 7 акціонерними товариствами, одним дослідно виробничим господарством, двома державними унітарними підприємствами, 59 селянськими господарствами і малими підприємствами, 6177 особистими підсобними господарствами.

## Транспорт
Протяжність автомобільних доріг — 268 км, з них з твердим покриттям — 194 км.

## Населення
| 2002    | 2009    | 2010    | 2011    | 2012    | 2013    | 2014    |
| ------- | ------- | ------- | ------- | ------- | ------- | ------- |
| 16 301  | ↘16 111 | ↘16 002 | ↘14 835 | ↘14 680 | ↘14 591 | ↘14 463 |
| 2015    | 2016    | 2017    | 2018    | 2019    |         |         |
| ↘14 376 | ↘14 310 | ↘14 230 | ↘14 006 | ↘13 828 |         |         |